# The Suicide Squad – Az öngyilkos osztag
A The Suicide Squad – Az öngyilkos osztag (eredeti cím: The Suicide Squad) 2021-ben bemutatott amerikai szuperhősfilm, amely a DC Comics Öngyilkos osztag csapatán alapul. A DC Films, az Atlas Entertainment és a The Safran Company által gyártott és a Warner Bros. Pictures által forgalmazott film az Öngyilkos osztag (2016) folytatásaként, valamint a DC-moziuniverzum (DCEU) tizedik filmjeként készült. A filmet James Gunn írta és rendezte, a főszerepeket Margot Robbie, Idris Elba, John Cena, Joel Kinnaman, Sylvester Stallone, Viola Davis, Jai Courtney és Peter Capaldi alakítja.
David Ayer úgy tervezte, hogy 2016 márciusára visszatér az Öngyilkos osztag folytatásának rendezőjeként, de decemberben úgy döntött, hogy inkább egy Gotham City Sirens-filmet fejleszt. A Warner Bros. több helyettesítő rendezőt is fontolóra vett, mielőtt 2017 szeptemberében felvette Gavin O’Connort. Ő 2018 októberében távozott, és Gunnt szerződtették a film írására és rendezésére, miután a Disney és a Marvel Studios ideiglenesen kirúgta A galaxis őrzői: 3. rész (2023) rendezőszékéből. A háborús filmekből és John Ostrander 1980-as évekbeli Öngyilkos osztag-képregényeiből merített ihletet, és úgy döntött, hogy új karaktereket fedez fel az első film cselekményétől elkülönülő történetben, bár néhány szereplő visszatér az előző filmből. A forgatás 2019 szeptemberében kezdődött a Georgia állambeli Atlantában, és 2020 februárjában fejeződött be Panamában.
A The Suicide Squad – Az öngyilkos osztagot 2021. július 30-án mutatták be az Egyesült Királyság a mozijaiban, az Amerikai Egyesült Államokban és Magyarországon augusztus 5-én, másnap pedig az HBO Maxon is látható volt. A Békeharcost alakító Cena főszereplésével készülő spin-off tévésorozat 2022 januárjában debütál az HBO Maxon.

## Cselekmény
A Belle Reve büntetés-végrehajtási intézet bebörtönzött elítéltjeit Amanda Waller utasítására, Corto Maltese szigetére küldik, hogy megsemmisítsék a Jotunheim nevű tornyot, egy náci korabeli laboratóriumot, ahol a titokzatos „Csillag Projekten” dolgoznak. A csapat tagjainak fejébe egy apró bombát injekcióznak be, ami engedetlenség, parancsmegtagadás, stb. esetén távolról felrobbantható. A gombok megnyomása Amanda Waller hatáskörébe tartozik.
A csapat (az X különítmény néven) első felét, Rick Flag ezredes vezetésével, mind lemészárolják az érkezésük után nem sokkal, de ez alatt a csapat második fele (Bloodsport, Békeharcos, Cápakirály, Pöttyös és Patkányfogó 2) semmiféle ellenállásba nem ütközik, és észrevétlenül eljut a sziget belsejébe. Miután megtalálják Flag-et egy lázadó csoport táboránál, az osztag meggyőzi a lázadók vezetőjét, Sol Soriát, hogy közösek a céljaik, ezért segít nekik a továbbhaladásban.
Eközben Harley Quinn-t (a csapat első felének egyetlen túlélője) elfogja a corto maltese-i hadsereg, akik más országok ellen akarják bevetni a Csillag Projektet.
Az osztag ezt követően sikeresen nyakon csípi Agyast, a Csillag projekt tudósát, majd Harley is csatlakozik hozzájuk, miután megszökik fogvatartóitól. A Jotunheim-hez odaérve Flag és Patkányfogó 2 felfedezik a titkos labort, míg a többiek bombákat helyeznek el az épületben. Rájönnek, hogy a Csillag Projekt valójában egy Starro nevű óriás földönkívúli tengericsillag, aki képes másokat az irányítása alá vonni. Az Agyas elárulja, hogy Starro az amerikai kormány által került a Földre, majd titokban elkezdték finanszírozni a corto maltese-i kormányt, hogy végezzenek kísérleteket rajta. Békeharcos (akit Waller titokban megbízott, hogy semmiképp se hagyja, hogy fény derüljön erre a titokra) megöli Flag-et, miután az utóbbi nem akarja átadni a drive-ot, amin rajta van minden bizonyíték, de aztán Patkányfogó 2-nek sikerül megkaparintania. Miközben az osztag és a corto maltese-i katonák között dúl a harc, Pöttyös véletlenül a kelleténél előbb aktiválja a bombákat, amikor a katonák rájuk támadnak a toronyban. A labor kezd összeomlani, de Bloodsport-nak sikerül megmentenie Patkányfogó 2-t Békeharcostól (miután lelövi az utóbbit), mialatt Starro kiszabadul és elteszi láb alól Agyast, a katonák nagy részét irányítani kezdi kis színes csillagokkal, amik az arcukra tapadnak.
Míg Starro elkezdi az irányítása alá helyezni a sziget lakosságát, Waller értesíti az osztagot, hogy a küldetésüknek vége. Azonban az osztag, Bloodsport-tal az élen, felveszi a kesztyűt Starro ellen és Waller beosztottai megakadályozzák, hogy a nő kivégezze az osztagot. A csetepaté közepette Pöttyös életét veszti, majd Patkányfogó 2 magához hív temérdek patkányt, amik élve felfalják az óriás űrlényt belülről és Harley kiszúrja a szemét. Ezalatt Soria és csapata megszerzi a kormány feletti irányítást és demokratikus választásokat ígérnek a sziget népnek.
Bloodsport, aki a drive-ot befolyásként használja, meggyőzi Waller-t, hogy engedje szabadon őt és társait, akiket végül helikopterrel kivisznek Corto Maltese-ből.
A stáblista utáni első jelenetben kiderül, hogy Menyét, aki az osztag első felével tartott, és azt hitték róla, hogy belefulladt a tengerbe, életben van. A második jelenetben Waller két embere meglátogatja Békeharcost, aki éppen csak túlélte a küldetést és kórházban ápolják, hogy később újabb feladatokkal bízzák meg őt.

## Szereplők
| Szerep | Színész                                                           | Magyar hang        |
| --- | ----------------------------------------------------------------- | ------------------ |
| Dr. Harleen Quinzel / Harley Quinn: Őrült bűnöző, egykori pszichiáter.                                                                                                  | Margot Robbie                                                     | Peller Mariann     |
| Robert Dubois / Bloodsport: Zsoldos, aki technológiailag fejlett öltözékkel és olyan fegyverekkel rendelkezik, amelyeket csak ő tud használni.                          | Idris Elba                                                        | Galambos Péter     |
| Christopher Smith / Békeharcos: Könyörtelen és kegyetlen gyilkos, aki bármit megtesz a békéért, az igazságért és a szabadságért.                                        | John Cena                                                         | Bognár Tamás       |
| Rick Flag: Bátor katona és ádáz hazafi, akit Amanda Waller kért fel, hogy vezesse az Öngyilkos Osztagot.                                                                | Joel Kinnaman                                                     | Zöld Csaba         |
| Nanaue / Cápakirály: Emberevő cápa-ember hibrid, korlátozott szellemi képességekkel.                                                                                    | Sylvester Stallone (hang), Steve Agee (mocap)                     | Gáti Oszkár        |
| Amanda Waller: Az Egyesült Államok magas rangú kormánytisztviselője és az ARGUS igazgatója. Több kém- és bűnüldöző szervhez is kötődik, ő az X különítmény parancsnoka. | Viola Davis                                                       | Kocsis Mariann     |
| George "Digger" Harkness / Bumeráng Kapitány: Egy kiborult ausztrál tolvaj, aki bumeránggal van felfegyverkezve.                                                        | Jai Courtney                                                      | Anger Zsolt        |
| Gaius Grieves / Agyas: Magas intelligenciájú főgonosz. | Peter Capaldi                                                     | Seress Zoltán      |
| Abner Krill / Pöttyös: Egy félresikerült kísérlet által mutánssá vált, képes a testéből nagy számú, többszínű pöttyöket kilőni, amik robbannak.                         | David Dastmalchian                                                | Nagy Dániel Viktor |
| Cleo Cazo / Patkányfogó 2: képes patkányokkal kommunikálni és irányítani őket. A „Patkányfogó” címet apjától örökölte meg.                                              | Daniela Melchior                                                  | Nagy Katica        |
| Brian Durlin / Savant: Aaját stílusú számítógépes hacker, aki készségei nagy részét az emberek zsarolására használja fel.                                               | Michael Rooker                                                    | Rosta Sándor       |
| Sol Soria: A corto maltese-i lázadó frakció vezetője. | Alice Braga                                                       | Zsigmond Tamara    |
| Richard "Dick" Hertz / Blackguard: Bűnöző, aki speciális öltözettel és felszereléssel van ellátva.                                                                      | Pete Davidson                                                     | Hamvas Dániel      |
| Cory Pitzner / A Leválasztható Karú (A.L.K.): metahumán, aki képes levenni saját karjait és fegyverként használni őket.                                                 | Nathan Fillion                                                    | Mészáros András    |
| Menyét: Ember nagyságú menyét. | Sean Gunn                                                         | nem szólal meg     |
| Julian Day /Naptárember: Bűnöző a Belle Reeve börtönben. | Sean Gunn                                                         |                    |
| Gunter Braun / Gerely: Egykori olimpikon, aki egy gerelyt használ fegyverként, amit később Harley-nak ad, mielőtt meghalna.                                             | Flula Borg                                                        |                    |
| Mongal: Egy földönkívüli gyilkos. | Mayling Ng                                                        |                    |
| John Economos: Börtönőr a Belle Reeve börtönben, az ARGUS fontos tagja                                                                                                  | Steve Agee                                                        |                    |
| Dr. Fitzgibbon: Orvos, aki az Öngyilkos Osztag tagjainak koponyájába bejuttatja a bombákat.                                                                             | John Ostrander                                                    |                    |
| Patkányfogó: „Patkányfogó 2” apja | Taika Waititi                                                     | Karácsonyi Zoltán  |
| Silvio Luna elnök | Juan Diego Botto                                                  | Rajkai Zoltán      |
| Briscoe: Az X-különítményt szállító repülőgép pilótája. | Stephen Blackehart                                                |                    |
| Flo Crawley és Emilia Harcourt: Az ARGUS tagjai, Amanda Waller alkalmazottai.                                                                                           | Tinashe Kajese (Flo Crawley ), Jennifer Holland (Emilia Harcourt) |                    |
| Milton: Az Öngyilkos Osztagot szállító kisbusz sofőrje. | Julio Ruiz                                                        |                    |
| Tyla DuBois: Bloodsport lánya. | Storm Reid                                                        | Hermann Lilla      |
| Kaleidoscope és Double Down: További rabok a Belle Reeve börtönben. | Natalia Safran (Kaleidoscope) Jared Leland Gore (Double Down)     |                    |
| Mateo Suárez tábornok | Joaquín Casío,                                                    |                    |
| Táncosnő egy bárban | Pom Klementieff                                                   |                    |

További színészek: Gerardo Davila, loyd Kaufman

## Bemutató
A The Suicide Squad – Az öngyilkos osztagot a Warner Bros. Pictures 2021. július 30-án mutatta be az Egyesült Királyság mozijaiban, majd augusztus 5. az Egyesült Államokban, ahol a következő naptól kezdve egy hónapig a HBO Max streaming szolgáltatáson is elérhető lett. 2020 decemberében a Warner Bros. a COVID-19 világjárvány közepette jelentette be a közös mozis és streaming megjelenést.

## Bevétel
2021. augusztus 19-ig az Öngyilkos osztag 45,9 millió dolláros bevételt ért el az Egyesült Államokban és Kanadában, 75,4 millió dollárt pedig más területeken, ami világszerte összesen 121,3 millió dollárt eredményezett.

## Fordítás
- Ez a szócikk részben vagy egészben  a   The Suicide Squad (film) című angol Wikipédia-szócikk fordításán alapul.  Az eredeti cikk szerkesztőit annak laptörténete sorolja fel. Ez a jelzés csupán a megfogalmazás eredetét és a szerzői jogokat jelzi, nem szolgál a cikkben szereplő információk forrásmegjelöléseként.